# Dermatite périorale
 (mai 2025).
La mise en forme du texte ne suit pas les recommandations de Wikipédia : il faut le « wikifier ».
Les points d'amélioration suivants sont les cas les plus fréquents :
- Les titres sont pré-formatés par le logiciel. Ils ne sont ni en capitales, ni en gras.
- Le texte ne doit pas être écrit en capitales (les noms de famille non plus), ni en gras, ni en italique, ni en « petit »…
- Le gras n'est utilisé que pour surligner le titre de l'article dans l'introduction, une seule fois.
- L'italique est rarement utilisé : mots en langue étrangère, titres d'œuvres, noms de bateaux, etc.
- Les citations ne sont pas en italique mais en corps de texte normal. Elles sont entourées par des guillemets français : « et ».
- Les listes à puces sont à éviter, des paragraphes rédigés étant largement préférés. Les tableaux sont à réserver à la présentation de données structurées (résultats, etc.).
- Les appels de note de bas de page (petits chiffres en exposant, introduits par l'outil «  Source ») sont à placer entre la fin de phrase et le point final[comme ça].
- Les liens internes (vers d'autres articles de Wikipédia) sont à choisir avec parcimonie. Créez des liens vers des articles approfondissant le sujet. Les termes génériques sans rapport avec le sujet sont à éviter, ainsi que les répétitions de liens vers un même terme.
- Les liens externes sont à placer uniquement dans une section « Liens externes », à la fin de l'article. Ces liens sont à choisir avec parcimonie suivant les règles définies. Si un lien sert de source à l'article, son insertion dans le texte est à faire par les notes de bas de page.
- La présentation des références doit suivre les conventions bibliographiques. Il est recommandé d'utiliser les modèles {{Ouvrage}}, {{Chapitre}}, {{Article}}, {{Lien web}} et/ou {{Bibliographie}}. Le mode d'édition visuel peut mettre en forme automatiquement les références.
- Insérer une infobox (cadre d'informations à droite) n'est pas obligatoire pour parachever la mise en page.

Pour une aide détaillée, merci de consulter Aide:Wikification.
Si vous pensez que ces points ont été résolus, vous pouvez retirer ce bandeau et améliorer la mise en forme d'un autre article.
 (mai 2025).
 Mise en garde médicale
La dermatite périorale est une éruption cutanée qui survient généralement autour de la bouche, des yeux et des narines  . Les symptômes comprennent de multiples petites (1 à 2 mm) vésicules rouges et cloques parfois avec un fond squameux. Il peut également y avoir des démangeaisons ou des brûlures. Moins fréquemment, les organes génitaux peuvent être touchés. La zone sur le pourtour des lèvres est généralement épargnée.
La cause n'est pas identifiée. Les stéroïdes topiques ou inhalés sont associés à cette pathologie et les crèmes hydratantes, les cosmétiques, le dentifrice fluoré et la crème solaire peuvent y contribuer . Le diagnostic repose généralement sur les symptômes, une biopsie cutanée étant utilisée en cas de doute. Des symptômes similaires peuvent être retrouvés notamment dans la rosacée, l'acné, la dermatite allergique et la dermatite de léchage de lèvres .
Le traitement consiste généralement à arrêter les crèmes stéroïdes, les cosmétiques et les crèmes solaires. L’arrêt rapide des stéroïdes peut initialement aggraver l’éruption cutanée et un arrêt progressif peut donc être recommandé. Les crèmes de métronidazole ou de clindamycine peuvent être utilisées en traitement initial. Si cela est insuffisant, la doxycycline, la tétracycline ou l'isotrétinoïne par voie orale peuvent être utilisées . L'amélioration peut prendre quelques semaines à quelques mois . L'éruption peut être chronique ou récurrente.
On estime que cette maladie touche 0,5 à 1 % de la population chaque année dans les pays développés. Jusqu’à 90 % des personnes touchées sont des femmes âgées de 15 à 45 ans . Le terme « dermatite » est incorrect car il ne s’agit pas d’un processus eczémateux.